# Carnallita
A carnallita (ou carnalita) é um mineral evaporito, um cloreto duplo de potássio e magnésio hidratado com a fórmula química: KMgCl3·6(H2O).
Ocorre em associação com uma sequência de minerais evaporitos de potássio e magnésio, como silvita, cainita, halita e kieserita. É um mineral de cloreto duplo incomum que só se forma sob condições ambientais específicas em um mar em evaporação ou em bacias sedimentares, como o Mar Morto. É extraído para a obtenção de potássio e magnésio e ocorre nos depósitos de evaporito de Carlsbad, Novo México; na Bacia do Paradoxo em Colorado e Utah; em Stassfurt, Alemanha; na Bacia de Perm, Rússia; e na Bacia Williston em Saskatchewan, Canadá. No Brasil, o mineral é encontrado nas regiões Norte e Nordeste, com maior concentração no estado de Sergipe.
Carnallita foi descrita pela primeira vez em 1856, de depósitos encontrados em  Stassfurt, Saxônia-Anhalt, Alemanha. O mineral foi nomeado em homenagem a engenheiro de minas prussiano, Rudolph von Carnall (1804-1874).

## Composição

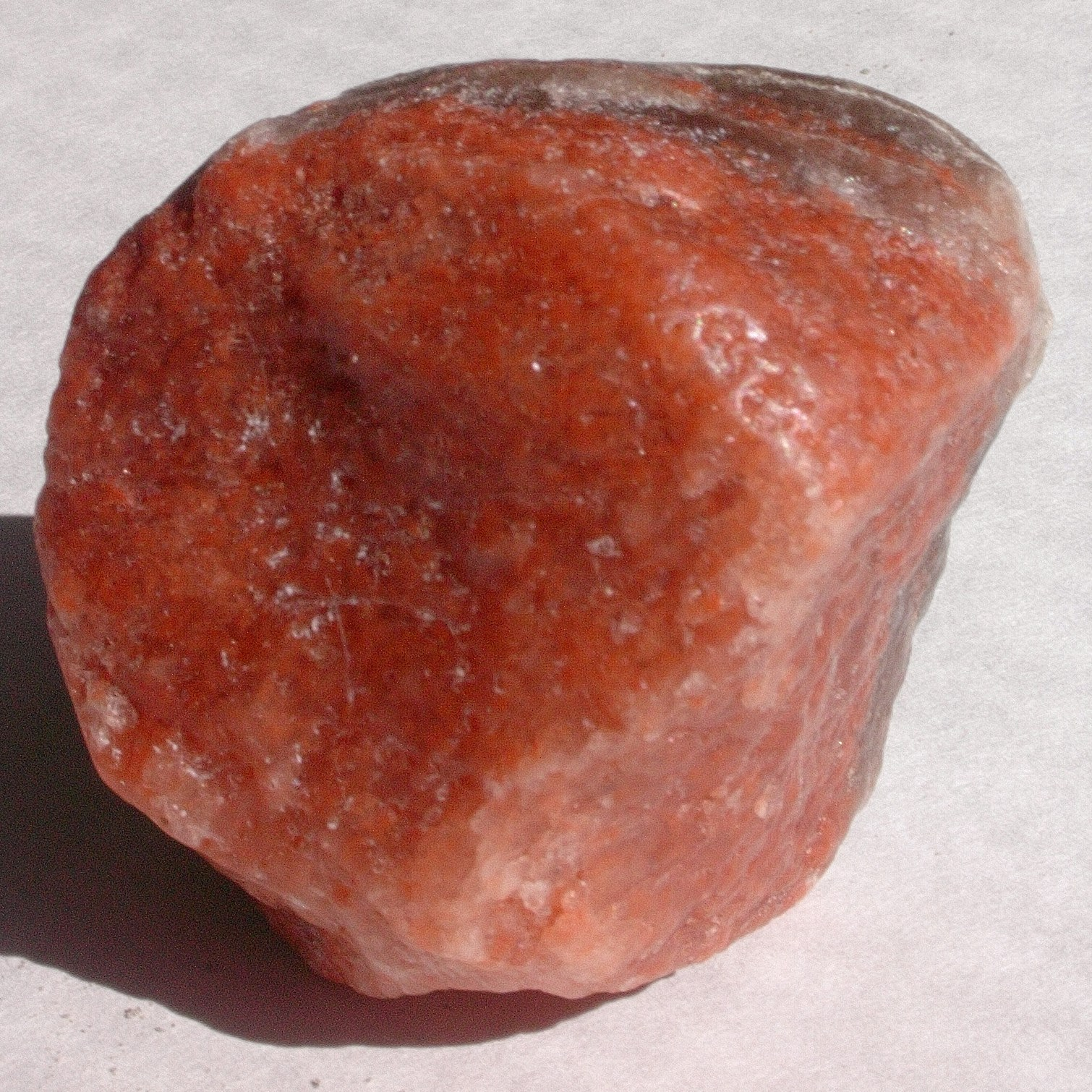
Carnallita (Espanha)

A fórmula química do mineral carnallita é KMgCl3·6(H2O). Espécimes sintéticos de cristal de carnalita podem ser produzidos a partir de 1,5 mols percentuais KCl e 98,5 mols percentuais MgCl2·6H2O pela cristalização a 25 °C.  Sua densidade é 1,602 g/cm3.  Também pode ser produzida por trituração da combinação de cloreto de magnésio hidratado e cloreto de potássio.

## Propriedades físicas
O índice de refração da carnallita varia de 1,467 a 1,494.
Normalmente maciça ou granular, seus cristais individuais são pseudo-hexagonais e tabulares, mas extremamente raros. É um mineral variavelmente colorido, geralmente incolor a branco, avermelhado, raramente amarelo e azul. Sua cor pode ser vermelha como resultado de inclusões de hematita (Fe2O3). O mineral também é deliquescente (absorve a umidade do ar circundante) e extremamente solúvel em água.
Os indicadores de campo da carnalita são o ambiente de formação, a ausência de clivagem e a fratura. Outros indicadores podem ser densidade, sabor, associações a minerais locais. Seu sabor é amargo. É fluorescente, mas é capaz de ser fosforescente. O potássio que a carnalita contém se funde facilmente com a chama, criando uma cor violeta.

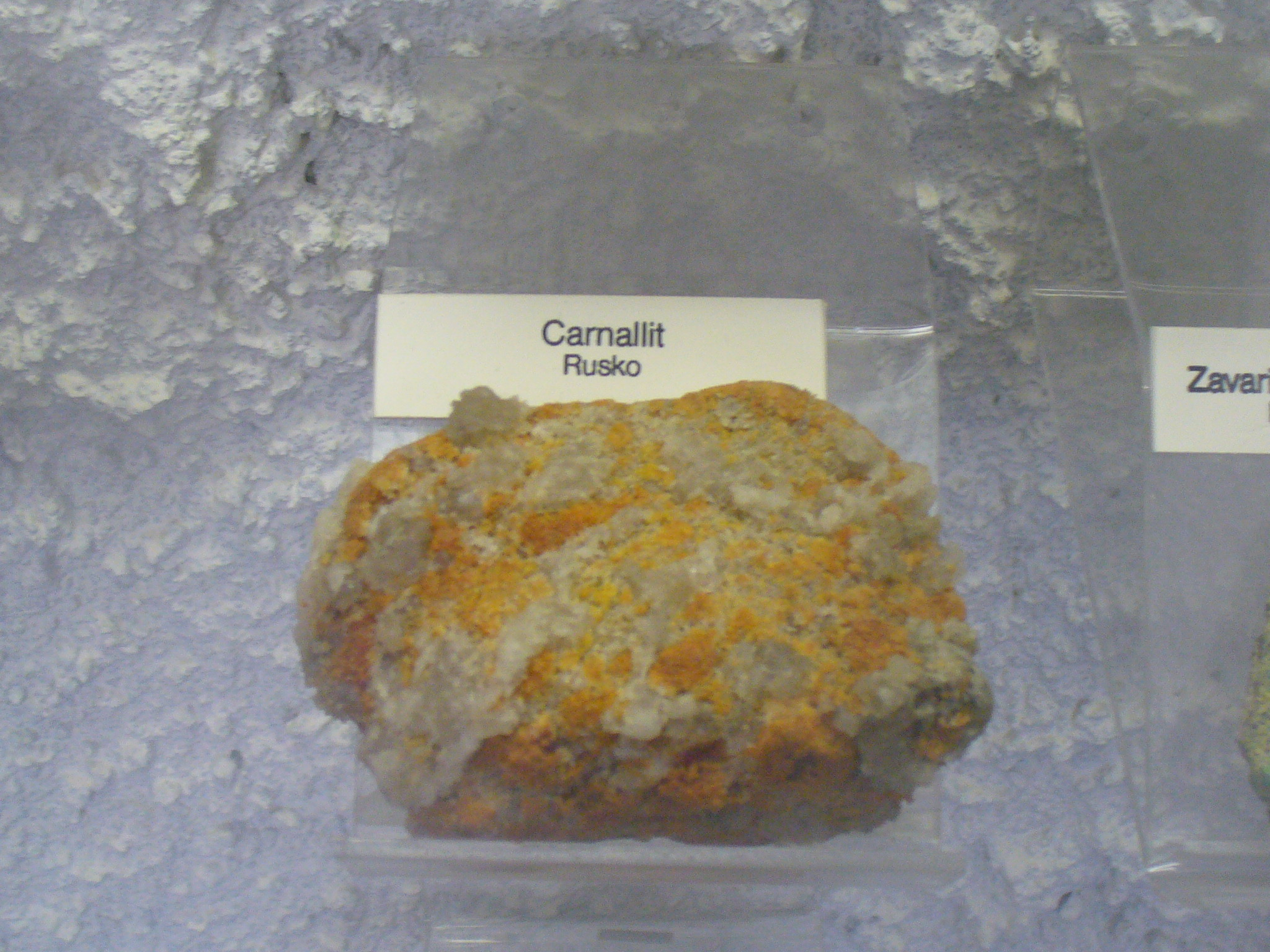
Carnallita da Russia

## Ocorrência geológica
As associações minerais com base em algumas propriedades físicas incluem, mas não se limitam a, halita, anidrita, dolomita, gesso, cainita, cieserita, polihalita e silvita.
Minerais de carnallita são sedimentos minerais conhecidos como evaporitos. Seu ambiente de formação são bacias fechadas sujeitas a evaporação intensa, onde a entrada de água deve estar abaixo dos níveis de evaporação ou uso. No Brasil, são encontrados depósitos evaporíticos nas principais bacias sedimentares, onde a carnallita é observada com frequência; como a bacia sedimentar de Sergipe (período Cretáceo) e nas bacias amazônica e do Parnaíba (Paleozóico).

## Usos
A carnallita é utilizada principalmente na indústria de fertilizantes. É uma fonte importante de potássio e, em menor escala, de magnésio.